# Вербиця (гміна)
Гміна Вербиця — колишня (1934—1939 рр.) сільська ґміна Равського повіту Львівського воєводства Польської республіки (1918—1939) рр.. Центром ґміни було село Вербиця.

1 серпня 1934 р. було створено ґміну Вербиця у Равському повіті. До неї увійшли сільські громади: Юзефувка, Корні, Махнів, Михайлівка, Новосілки Кардинальські, Новосілки Передні, Піддубці, Вербиця.

У 1934 р. територія ґміни становила 118,94 км². Населення ґміни станом на 1931 рік становило 6 779 осіб. Налічувалось 1 395 житлових будинків. 

Відповідно до Пакту Молотова — Ріббентропа 26 вересня територія ґміни була зайнята СРСР. Ґміна ліквідована в 1940 р. у зв’язку з утворенням Угнівського району.